# Thales McReynolds
Thales Alford McReynolds (nacido el 8 de junio de 1943 en Birmingham, Alabama y fallecido el 3 de julio de 1988) fue un jugador de baloncesto estadounidense que disputó una temporada en la NBA. Con 1,91 metros de estatura, jugaba en la posición de base.

## Trayectoria deportiva

### Universidad
Jugó durante su etapa universitaria con los Golden Bears del Miles College, siendo el único jugador de dicha institución en llegar a jugar en la NBA.

### Profesional
Fue elegido en la octogésimo segunda posición del Draft de la NBA de 1965 por Baltimore Bullets, con los que disputó cinco partidos, en los que promedió 0,6 puntos y 1,2 rebotes.

## Estadísticas de su carrera en la NBA

### Temporada regular
| Temporada | Edad | Equipo            | Liga | Pos. | P | TIT | MIN | TC  | TCA | %TC  | 3P | 3PA | %3P | TL  | TLA | %TL  | R.OF. | R.DEF. | REB | ASIS | ROB | TAP | PER | FP  | PTS |
| 1965-66   | 22   | Baltimore Bullets | NBA  |      | 5 |     | 5.6 | 0.2 | 2.4 | .083 |    |     |     | 0.2 | 0.4 | .500 |       |        | 1.2 | 0.2  |     |     |     | 0.0 | 0.6 |
| Total     |      |                   | NBA  |      | 5 |     | 5.6 | 0.2 | 2.4 | .083 |    |     |     | 0.2 | 0.4 | .500 |       |        | 1.2 | 0.2  |     |     |     | 0.0 | 0.6 |